# Škoda 39T
Škoda 39T (obchodní název ForCity Smart Ostrava) je typ tramvaje vyráběný v letech 2021–2024 společností Škoda Transportation a určený pro Dopravní podnik Ostrava. Do Ostravy bylo dodáno 38 těchto vozů.

## Konstrukce
Typ 39T vychází z modelu Artic vyvinutého ve finském Transtechu, který Škoda Transportation koupila. Jedná se o dvoučlánkovou jednosměrnou šestinápravovou tramvaj. První článek je usazen na jednom otočném podvozku, zadní na dvou. Pro výměnu cestujících jsou určeny patery dvoukřídlé dveře v pravé bočnici. Vůz je 100% nízkopodlažní. Design vozidla je dílem designéra Tomáše Chludila ze Škody Transportation.

## Dodávky tramvají
Soutěž na dodávku 40 velkokapacitních tramvají vyhlásil Dopravní podnik Ostrava (DPO) v září 2017, zúčastnily se jí společnosti Škoda Transportation, Stadler Polska, CAF a konsorcium firem CRSC a Inekon Group. Kvůli nesplněným požadavků či chybám byly poslední tři zájemci ze soutěže vyloučeni. Vítězem výběrového řízení se stala Škoda Transportation, což bylo oznámeno v září 2018, hodnota kontraktu činila přibližně 1,9 miliardy korun. Dodáno mělo být 30 vozidel, na dalších 10 se vztahovala opce (na čtyři tramvaje ji DPO uplatnil v říjnu 2020, na pátou v červnu 2021 po vážné nehodě, po níž musel být vyřazen vůz Stadler Tango NF2, a na další tři v červnu 2022). Vzhled tramvají byl představen v červenci 2019, první vozidla měla být dodána na podzim 2020. Kvůli pandemii covidu-19 se konstrukční práce na vozidlech zdržely a termíny byly opakovaně posunuty. V červenci 2021 Dopravní podnik Ostrava uvedl, že první vozidlo pro zkušební jízdy by se mělo v Ostravě objevit ve druhé polovině roku 2021. První dva vozy byly vyrobeny v plzeňském areálu Škody Transportation, další čtyři v halách Škody Vagonky ve Vítkovicích. Od podzimu 2021 byla produkce tohoto modelu přesunuta do prostor Škody Ekovy, přičemž z Plzně byly dodávány hrubé stavby vozových skříní.
První dokončený vůz, označený číslem 1751, byl novinářům představen 6. října 2021 v areálu Škody Ekova v Martinově. Zároveň byl pokřtěn a pojmenován Karlem Lopraisem. Od poloviny října 2021 začal být vypravován na zkušební jízdy bez cestujících a do zkušebního provozu s cestujícími byl zařazen 29. listopadu 2021. Běžný provoz první šestice tramvají byl zahájen 21. února 2022. Dodávky 38 objednaných kusů byly dokončeny v srpnu 2024.
| Současný stát | Město   | Článek | Typ | Roky dodávek | Počet vozů | Evidenční čísla při dodání | Poznámky | Zdroj  |
| ------------- | ------- | ------ | --- | ------------ | ---------- | -------------------------- | -------- | ------ |
| Česko         | Ostrava | článek | 39T | 2021–2024    | 38         | 1751–1788                  |          | [ 14 ] |